# Ectropina
Ectropina is een geslacht van vlinders uit de familie mineermotten (Gracillariidae).
Het geslacht omvat volgende soorten :
- Ectropina acidula (Meyrick, 1911)
- Ectropina citricula (Meyrick, 1912)
- Ectropina ligata (Meyrick, 1912)
- Ectropina raychaudhurii Kumata, 1979
- Ectropina sclerochitoni Vári, 1961
- Ectropina suttoni (Bland, 1980)